# فریدون حافظی
فریدون حافظی (۱ بهمن ۱۳۰۱ کرمانشاه – ۱۶ خرداد ۱۳۹۲ تهران) موسیقی‌دان، آهنگ‌ساز و نوازنده تار اهل ایران بود.

## زندگی و فعالیت هنری
او از نوجوانی شیفتهٔ نواختن تار بود و چندان این شیفتگی را به پشتکار و جدیت آراسته بود که هنگامی که برای آزمون ورودی هنرستان موسیقی نزد استادان این هنرستان تار نواخت، ستایش وی را برانگیخت و او را به رادیو معرفی کردند. اولین تکنوازی وی در دستگاه همایون در آذر‌ماه ۱۳۲۳ از رادیو پخش شد و وی بعدها برای کامل کردن اندوخته هایش در محضر روح الله خالقی و صبا برای نوازندگی در ارکستر با خط نت آشنایی پیدا کرد و سال‌ها به عنوان سولیست، ارکسترهایی نظیر ارکستر مهدی خالدی و خوانندگانی نظیر دلکش را همراهی می‌کرد. 
از جمله ویژگیهای تار حافظی باید به سونوریته بی نظیر ساز‌ و شفافیت منحصر به فرد مضرابهایش اشاره کرد. ملودی های متنوع همراه با طمأنینه خاص در اجراهایش سبک و سیاق نوازندگیش را کاملا مختص به خودش کرده و می توان او را به همراه لطف الله مجد که هر دو هم بدون داشتن استاد، نوازندگی را آموخته بودند از مبدعان تک مضراب های قوی، ریزهای آرام همراه با ویبراسیون عرضی با الهام از نوازندگی عبدالحسین خان شهنازی دانست که بعدها توسط فرهنگ شریف و جلیل شهناز بسط و توسعه یافت. 
حافظی همچنین تحصیلاتش را در رشته حقوق پی گرفت و مدتی مدیر کل روابط عمومی وزارت راه بود اما به سبب اشتغالاتش در حوزه موسیقی، از این کار کناره گرفت.
حافظی پیشینه‌ای ۵۰ ساله در آموزش تار و سه‌تار داشت. گفته می‌شود خوش‌صداترین تار ساخته‌شده توسط استاد یحیی تارساز به رسم هدیه از سوی استاد موسی معروفی در اختیار او قرار داده شده بود. او پس از مرتضی نی داوود و عبدالحسین شهنازی یکی از سه نوازنده‌ای است که اجازه تک‌نوازی در رادیو داشتند. جلیل شهناز، فریدون حافظی و فرهنگ شریف این سه نوازنده بودند. تک‌نوازی‌ها و همچنین هم‌نوازی او همراه استادان و بزرگانی چون احمد عبادی، همایون خرم، حسن‌علی دفتری، محمد موسوی، جهانگیر ملک، اسدالله ملک، مجید نجاحی، رضا ورزنده، کامران داروغه، منصور صارمی و منصور نریمان به ویژه در مجموعه تک‌نوازان به یادگار مانده‌است.
گذشته از تار که ساز تخصصی او بود، در جوانی عود نیز می‌نواخت و در نواختن پیانو نیز چیره‌دست بود.
حافظی همچنین جز نواختن سازهای گوناگون دستی هم در آهنگ‌سازی داشت و از آن جمله تصنیف‌های بسیاری از او به یادگار مانده. از مشهورترین آثار وی می‌توان «رقص گیسو» را نام برد که با صدای دلکش جاودانه شده‌است.
از ویژگی‌ها و نکات ستودنی زندگی حافظی اشتغال داشتن اش به موسیقی تا سنین کهن‌سالی است. او حتی در ۹۰ سالگی همچنان به انتقال آموخته‌ها و اندوخته‌های اش از یک سو و آهنگسازی و تنظیم تصانیف از دیگر سو سرگرم بود و تا بازپسین روزهای زندگی اش دست از تلاش برای اعتلای موسیقی و پرورش استعدادهای نوظهور برنداشت. بازپسین ساخته‌های او با صدای سالار عقیلی و اجرای ارکستر ملی به رهبری فرهاد فخرالدینی ضبط و تنظیم شد.
او طی سالیان طولانی، شاگردان بسیاری در زمینه تار و آواز پرورش داد که از جمله شاگردان تار وی می توان از علیرضا هیربد و رسول جوادی نام برد. از معروفترین شاگردان آواز وی می توان از بانو هایده نام برد که بعد از استاد علی تجویدی، به پرورش صدا و آواز او پرداخت. آهنگ اسیر غمها با صدای بانو هایده و همراهی تار لطف الله مجد نیز از جمله ساخته های فریدون حافظی است. او در بیست و یکمین جشنواره بین‌المللی موسیقی فجر در سال ۱۳۸۴ مورد تقدیر قرار گرفت.

## درگذشت
فریدون حافظی به علت شکستگی استخوان ران در فروردین ۱۳۹۲ زیر عمل جراحی قرار گرفت. اما پس از مرخصی از بیمارستان در ۱۶ خرداد ماه همان سال درگذشت. پیکرش پس از تشییع در تالار وحدت در قطعه هنرمندان بهشت زهرای تهران به خاک سپرده شد.